# Achgabat

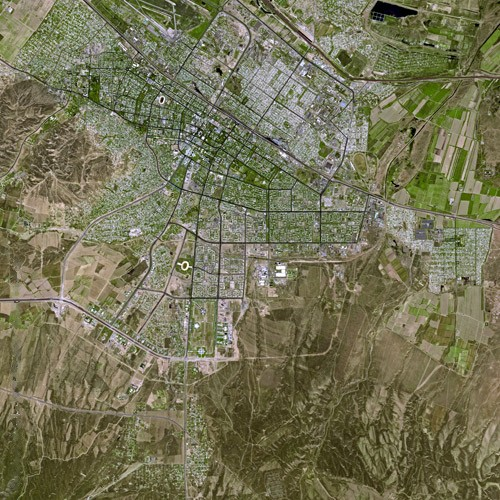
Ashgabat vue par le satellite SPOT.

Achgabat (en turkmène : Aşgabat) ou Achkhabad (en russe : Ашхабад) est la principale ville, la plus grande ville et la capitale du Turkménistan, en Asie centrale. Elle se trouve dans une oasis du désert du Karakoum, au pied de la chaîne de Kopet-Dag, près de la frontière iranienne. Sa population s'élevait à 921 600 habitants en 2024.

## Toponymie
Le nom turkmène de la ville est Aşgabat (Achg : amour, et abat : ville, en langue persane d'où son nom « Ashghabat » en persan), mais sous l'Empire russe comme pendant la période soviétique, c'est l'orthographe russe (Ашхабад, Achkhabad) qui était employée. La ville fut renommée Poltoratsk (en russe : Полторацк) de 1919 à 1927, avant de retrouver son ancien nom. D'autres transcriptions sont parfois utilisées, qui dérivent soit du russe soit du turkmène, comme Achkhabat ou, en anglais, Ashgabat ou Ashkhabad.

## Géographie
Depuis le 5 janvier 2018, la ville est structurée en quatre districts (turkmène : uly etraplar), ayant chacun à sa tête un maire (häkim) nommé par le président :
- Le district de Bagtyýarlyk ;
- Le district de Berkararlyk ;
- Le district de Büzmeýin ;
- Le district de Kopetdag.

## Histoire

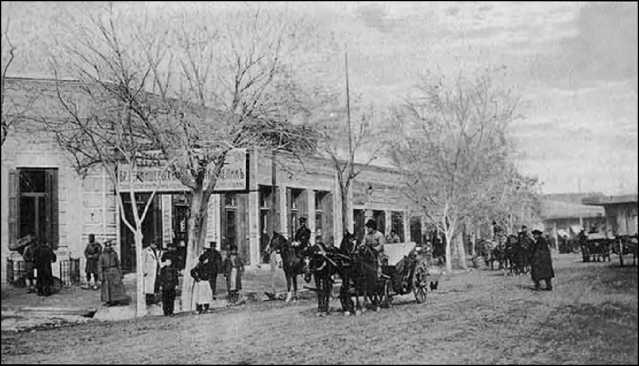
Achgabat en 1913 (rue Kirpichnaya).

Achgabat est une ville relativement récente, issue d'un village du même nom fondé en 1818. Elle est située non loin du site de Nisa, l'ancienne capitale de la Parthie, et des ruines de Konjikala, cité de la route de la soie qui fut détruite par les Mongols au XIIIe siècle.
En 1869, les soldats russes construisirent une forteresse sur une falaise, près du village. La sécurité attira rapidement les marchands. L'Empire russe annexa la région en 1884, et choisit de développer la ville comme chef-lieu administratif d'une oblast du Turkestan russe en raison de la proximité de la Perse. Elle devint une ville plaisante avec des bâtiments de style européen, des magasins et des hôtels. C'est là que le premier temple baha'i du monde fut construit en 1909, mais il sera plus tard détruit par les Soviétiques.
À la suite de la prise du pouvoir par les bolcheviks, la ville fut renommée Poltoratsk en 1919. Le nom d'Achgabat fut rétabli en 1927 à la faveur du renforcement de la position du parti communiste au Turkménistan. À partir de là, la ville connut une croissance et une industrialisation rapides, interrompue par le très violent séisme du 6 octobre 1948. Estimé à 7,3 sur l'échelle de Richter, il tua plus de 176 000 personnes (dont la mère du futur dictateur Saparmyrat Nyýazow), soit les deux tiers de la population de la ville. Le nombre officiel de décès annoncé par les autorités soviétiques fut de seulement 14 000.
En juillet 2003, tous les noms de rues à Achgabat ont été remplacés par des numéros de série à l'exception de neuf grands axes routiers, parmi lesquels certains reçurent les noms de Saparmyrat Nyýazow, de son père et de sa mère. La zone Central Palace est désigné 2000 pour symboliser le début du XXIe siècle. Le reste des rues ont des noms numériques à quatre chiffres ou plus.
En 2013, la ville a été incluse dans le Livre Guinness des records comme la plus grande concentration au monde de bâtiments en marbre blanc. On en compte plusieurs centaines, aussi bien bâtiments administratifs qu'immeubles.

## Climat
La chaîne de la montagne Kopet-Dag se trouve à environ 25 km au sud, et la limite nord d'Achgabat touche le désert du Karakoum. En raison de son emplacement, Achgabat a un climat aride avec des étés chauds et secs et des hivers doux et courts. Les températures d'été atteignent souvent 40 °C pendant de longues périodes. Les mois d'été sont chauds, avec des températures nocturnes qui ne descendent pas normalement sous 20 °C. La plus haute température a été enregistrée en juin 1995 (46,7 °C). L'automne est moins chaud, mais pendant le jour les températures peuvent encore atteindre 25 °C, tandis que les nuits deviennent plus fraîches. L'hiver commence normalement en décembre ; la neige est rare et il pleut beaucoup. En hiver, les températures varient généralement de −5 à 15 °C, et atteignent quelquefois −10 °C en janvier. La plus basse température a été enregistrée en janvier 1969 : il faisait alors (−24,1 °C).
En raison de la chaleur extrême d'été, des climatiseurs peuvent être trouvés pratiquement partout et les gens essayent d'éviter d'être à l'extérieur jusqu'au coucher du soleil.
- Nombre moyen de jours avec de la neige dans l'année : 19
- Nombre moyen de jours de pluie dans l'année : 76
- Nombre moyen de jours avec de l'orage dans l'année : 16
- Nombre moyen de jours avec tempête de sable dans l'année : 7

| Mois                                  | jan.       | fév.       | mars       | avril     | mai       | juin      | jui.      | août      | sep.      | oct.      | nov.       | déc.       | année      |
| ------------------------------------- | ---------- | ---------- | ---------- | --------- | --------- | --------- | --------- | --------- | --------- | --------- | ---------- | ---------- | ---------- |
| Température minimale moyenne (°C)     | −0,1       | 1,3        | 6          | 11,8      | 17,5      | 22,3      | 24,5      | 22,4      | 17,1      | 10,8      | 5          | 1,1        | 11,6       |
| Température moyenne (°C)              | 3,9        | 5,7        | 11,1       | 17,6      | 24,1      | 29,6      | 31,7      | 30        | 24,3      | 17,1      | 9,7        | 5          | 17,5       |
| Température maximale moyenne (°C)     | 9          | 11,1       | 17         | 23,9      | 30,5      | 36,2      | 38,4      | 37,2      | 31,8      | 24,4      | 15,7       | 9,8        | 23,8       |
| Record de froid (°C) date du record   | −24,1 1969 | −20,8 1969 | −13,3 1954 | −0,8 1956 | 1,3 1989  | 9,2 1970  | 13,8 1963 | 9,5 1996  | 2 1973    | −5 1953   | −13,1 1944 | −18,9 1948 | −24,1 1969 |
| Record de chaleur (°C) date du record | 28,7 1968  | 32,6 2004  | 38,6 2010  | 39,6 2015 | 45,6 2021 | 47,2 2015 | 46,8 2021 | 45,7 2011 | 45,4 1990 | 40,1 1969 | 37 2006    | 33,1 1998  | 47,2 2015  |
| Ensoleillement (h)                    | 112,7      | 119,4      | 146,2      | 194,4     | 275,1     | 335,5     | 353,8     | 348,1     | 289,2     | 216,8     | 157,2      | 104,4      | 2 652,8    |
| Précipitations (mm)                   | 21         | 33         | 42         | 33        | 23        | 8         | 3         | 2         | 3         | 12        | 23         | 18         | 221        |
| dont neige (cm)                       | 1          | 0          | 0          | 0         | 0         | 0         | 0         | 0         | 0         | 0         | 0          | 0          | 1          |
| Nombre de jours avec précipitations   | 9          | 9          | 13         | 12        | 10        | 5         | 3         | 2         | 3         | 6         | 8          | 10         | 90         |
| Humidité relative (%)                 | 78         | 72         | 66         | 58        | 47        | 35        | 34        | 34        | 40        | 54        | 68         | 77         | 55         |
| Nombre de jours avec neige            | 5          | 5          | 1          | 0,03      | 0         | 0         | 0         | 0         | 0         | 0,1       | 1          | 3          | 15         |
| Nombre de jours d'orage               | 0          | 0,1        | 1          | 4         | 6         | 3         | 1         | 1         | 1         | 1         | 0          | 0,1        | 18         |
| Nombre de jours avec brouillard       | 6          | 3          | 1          | 0,3       | 0,03      | 0         | 0         | 0         | 0         | 0,1       | 2          | 6          | 18         |

| Diagramme climatique                                  |           |       |            |            |           |           |           |           |            |         |          |
| J                                                     | F         | M     | A          | M          | J         | J         | A         | S         | O          | N       | D        |
| 9−0,121                                               | 11,11,333 | 17642 | 23,911,833 | 30,517,523 | 36,222,38 | 38,424,53 | 37,222,42 | 31,817,13 | 24,410,812 | 15,7523 | 9,81,118 |
| Moyennes : • Temp. maxi et mini °C • Précipitation mm |           |       |            |            |           |           |           |           |            |         |          |

## Population
La population de la ville est de 909 000 habitants avec l'agglomération (2004), contre 827 500 cinq ans plus tôt. La grande majorité de la population de la ville d'Achgabat est de religion musulmane sunnite, mais il y a des minorités bahá’íes et chrétiennes (des Russes et des Arméniens).

### Évolution démographique
Depuis 1897, l'évolution démographique de Ashgabat a été (en milliers d’habitants) :
| 1897   | 1908   | 1911   | 1950    | 1960    |
| ------ | ------ | ------ | ------- | ------- |
| 19 426 | 39 867 | 45 384 | 149 000 | 179 000 |

| 1970    | 1980    | 1990    | 2000    | 2010    |
| ------- | ------- | ------- | ------- | ------- |
| 256 000 | 323 000 | 412 000 | 524 000 | 668 000 |

| 2017    | 2022      | - | - | - |
| ------- | --------- | - | - | - |
| 791 000 | 1 030 063 | - | - | - |

| Histogramme de l'évolution démographique de Ashgabat |           |
| \| 1897 \| 19 426 \| \| 1908 \| 39 867 \| \| 1911 \| 45 384 \| \| 1950 \| 149 000 \| \| 1960 \| 179 000 \| \| 1970 \| 256 000 \| \| 1980 \| 323 000 \| \| 1990 \| 412 000 \| \| 2000 \| 524 000 \| \| 2010 \| 668 000 \| \| 2017 \| 791 000 \| \| 2022 \| 1 030 063 \| |           |
| 1897 | 19 426    |
| 1908 | 39 867    |
| 1911 | 45 384    |
| 1950 | 149 000   |
| 1960 | 179 000   |
| 1970 | 256 000   |
| 1980 | 323 000   |
| 1990 | 412 000   |
| 2000 | 524 000   |
| 2010 | 668 000   |
| 2017 | 791 000   |
| 2022 | 1 030 063 |

## Transports

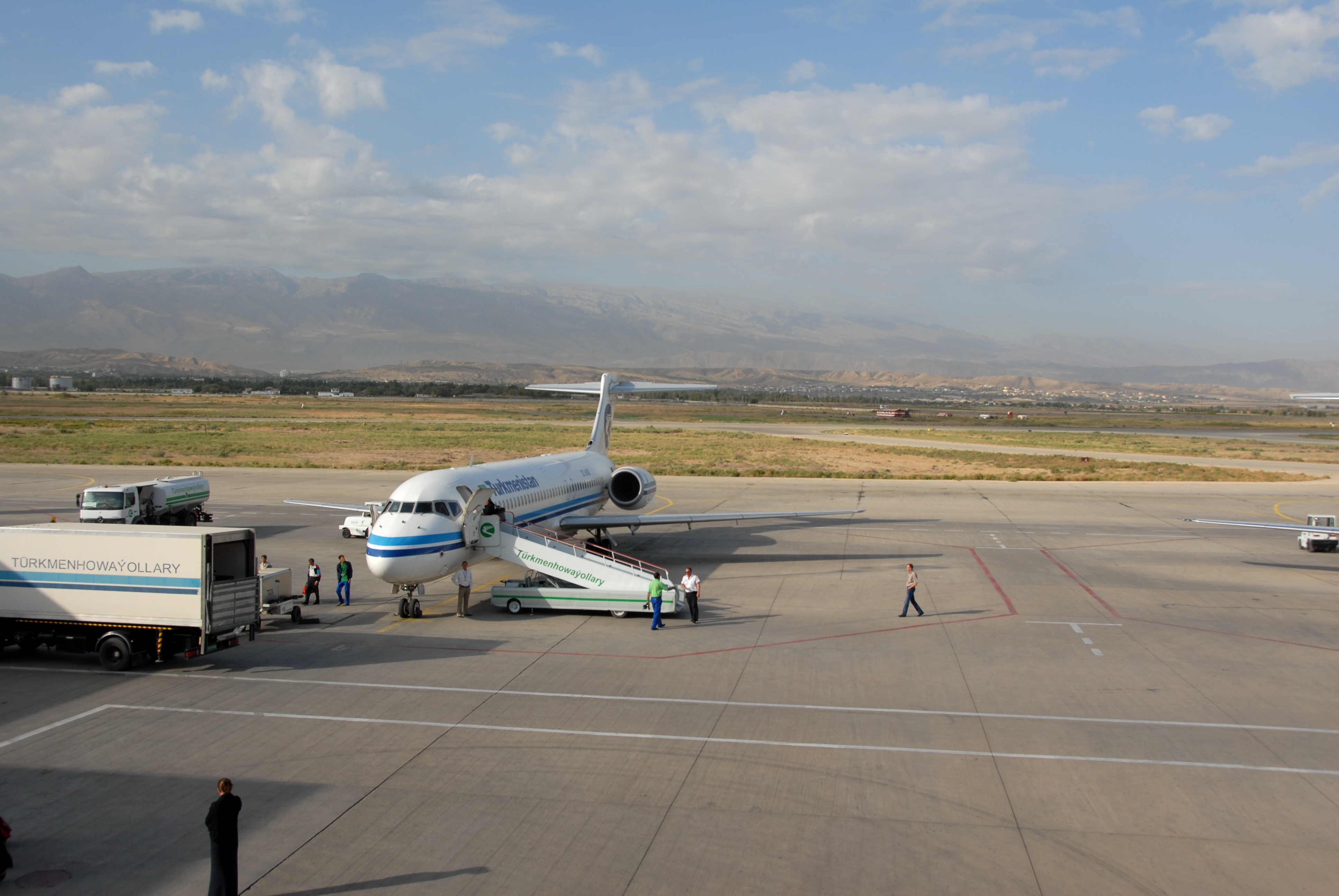
Aéroport d'Achgabat.

La ville d'Achgabat (Aşgabat) est traversée par le prolongement de la route européenne E 60, qui continue jusqu'à la frontière chinoise.
Achgabat dispose d'un aéroport international, l'aéroport d'Achgabat, qui la relie aux grandes villes du Turkménistan, ainsi qu'à l'Asie, l'Europe et la Communauté des États indépendants. La compagnie aérienne nationale Turkmenistan Airlines a son siège social dans la ville. Des compagnies étrangères desservent également la ville : Belavia, Lufthansa, Turkish Airlines, S7 Airlines, Flydubai et China Southern Airlines.
Au début du XXe siècle, un chemin de fer à voie étroite fonctionnant à la vapeur reliait la ville à une de ses banlieues, Firyuza.
De nos jours, un chemin de fer (Türkmenbaşy-Mary-Türkmenabat) traverse Achgabat d'est en ouest. Au nord-est de la ville, une deuxième ligne, la ligne Trans-Karakoum (Ashgabat-Karakoum-Daşoguz), a commencé à fonctionner en février 2006. La reconstruction de la gare d'Achgabat s'est terminée en mai 2009.
Il y a deux stations de bus, l'une située près de la Teke Bazaar et l'autre à l'ancien aéroport. Il y a des bus quotidiens pour Arçman, Daşoguz et Türkmenabat. Le gouvernement construit au début des années 2010 une nouvelle gare routière internationale.
Les transports en commun dans la ville se composent principalement de bus. Plus de 60 lignes de bus couvrent plus de 2 230 kilomètres, 700 bus circulant sur des trajets urbains. Actuellement[Quand ?], la ville utilise principalement des autobus produits par Mercedes-Benz et Hyundai. Les horaires des autobus et la carte schématique détaillée de l'itinéraire sont disponibles à chaque arrêt. Les distances entre les arrêts sont d'environ 300 à 500 mètres. Du 19 octobre 1964 au 31 décembre 2011, la ville a également eu un système de trolleybus.
Le 18 octobre 2006, un téléphérique a été ouvert, reliant Achgabat aux contreforts de la Kopet-Dag.
À l'occasion des jeux asiatiques en salle de 2017 à Achgabat, la ville a mis en service une ligne de monorail urbain.

## Science et éducation
Achgabat est le centre de formation le plus important du Turkménistan avec un grand nombre de lieux d'éducation. L'université d'état turkmène a été fondée en 1950 : le bâtiment principal de l'université est situé dans l'avenue Saparmyrat Türkmenbaşy. L'université médicale d'état turkmène est situé à Achgabat aussi : elle relève du ministère de la santé et de l'industrie médicale du Turkménistan. D'autres institutions importantes sont l'Institut national turkmène en économie et management, une école de commerce fondée en 1980, ainsi que l'Institut d'état turkmène de l'architecture et de la construction et l'Institut national des sports et du tourisme du Turkménistan. Il y a seulement une université étrangère : l'université internationale turkmène-turque.

## Sport
Les principaux sites sportifs à Achgabat sont le stade olympique d'Achgabat, le stade Achgabat, la patinoire nationale, le complexe sportif pour les sports d'hiver.
Achgabat a été choisie comme ville hôte des Jeux asiatiques en salle et arts martiaux, et a également été la première ville en Asie centrale pour accueillir les Jeux asiatiques en salle. En 2010, un village olympique a été construit dans le sud de la ville. Il est destiné à être achevé d'ici 2015, à un coût de 5 milliards de dollars.
Les clubs de football professionnels de la ville : FK Altyn Asyr, FK Achgabat, Yedigen Achgabat et le Talyp Sporty Achgabat jouent dans le championnat du Turkménistan de football l'élite du Turkménistan.

## Architecture
La ville possède un style architectural unique au monde : le style persico-palladien, caractérisé par des bâtiments en marbre blanc décorés d'or.
Après avoir quitté l'URSS, la ville a vu le nombre d'immeubles résidentiels de grande hauteur exploser. Achgabat a adopté des techniques modernes de construction, pour des immeubles de hauteur moyenne, principalement de 12 étages, généralement des tours d'habitation. Le premier niveau est réservé comme zone commerciale et pour le service. La plupart des bâtiments sont faits de marbre.
L'arche de la Neutralité a été démantelée puis érigée de nouveau dans sa forme originale, dans le sud de la capitale.
La tour Turkménistan, d'une hauteur de 211 mètres, est le plus haut bâtiment du pays.
Achgabat est principalement un centre de gouvernement et d'administration. Le centre d'affaires de Achgabat se trouve sur l'autoroute Archabil : plusieurs ministères et départements, d'enseignement et de recherche, et de centres culturels. Le développement d'immeubles de bureaux et d'espaces publics le long de l'avenue continue. La deuxième place au Turkménistan pour la signature de contrats de construction de bâtiments est le français Bouygues.

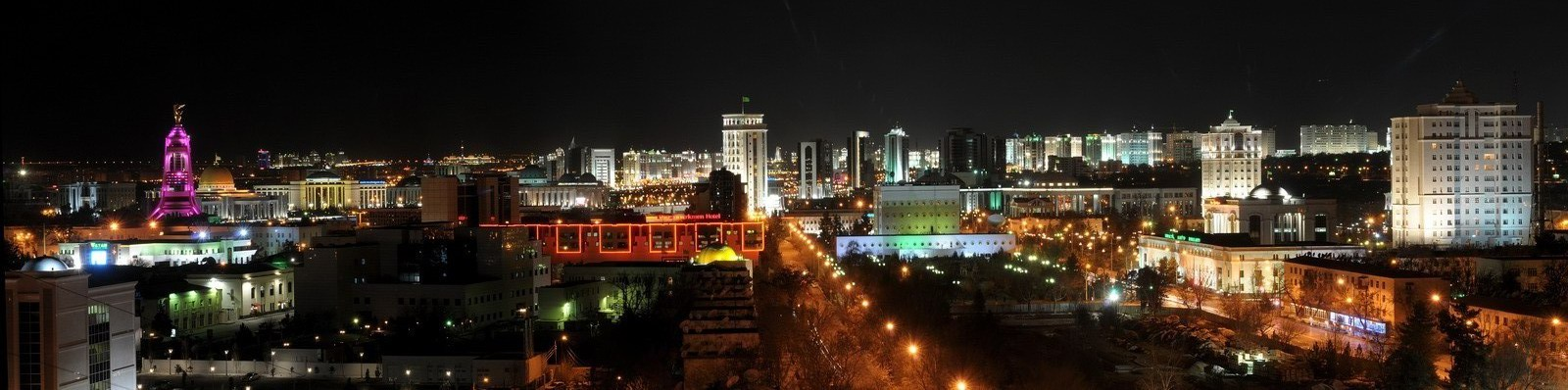
Panorama d'Achgabat.

## Bâtiments notables
La ville possède plusieurs musées, notamment le musée des beaux-arts turkmène (en) et le musée national du tapis, connus pour leur impressionnante collection de tapis tissés, ainsi qu'un musée d'histoire turkmène et le musée national d'histoire d'Achgabat, qui présente des artefacts datant des civilisations parthes et persanes.
L'Académie des sciences du Turkménistan est un institut d'enseignement supérieur important. Les mosquées les plus grandes comprennent la mosquée Ertuğrul Gazi (qui ressemble à la Mosquée bleue d'Istanbul), la mosquée Omar Khezrety, et la mosquée futuriste iranienne.
L'arche de la Neutralité, trépied de 250 mètres de haut surmonté d'une statue dorée du président Saparmyrat Nyýazow (également connu sous le nom de « Türkmenbaşy », ou « Chef de tous les Turkmènes »), de 16 mètres de haut. La statue, qui tournait afin de toujours faire face au soleil pendant la journée, a été enlevée le 26 août 2010, après que le successeur de Nyýazow, l'actuel président Gurbanguly Berdimuhamedow, a précisé plus tôt dans l'année que la statue devait être retirée de la place du parlement d'Achgabat.
En 2011, a été construit le monument de la Constitution, dont la hauteur totale est de 185 mètres. C'est le deuxième plus grand bâtiment du Turkménistan.
Le Alem Cultural and Entertaining Center et a été reconnu par le Livre Guinness des records comme la plus grande grande roue du monde dans un espace clos. Le Mât Achgabat est le quatrième mât le plus grand du monde, debout à 133 mètres (436 pieds) de hauteur. La fontaine Achgabat est le bassin comprenant le plus de fontaines dans un lieu public. Achgabat dispose également de la tour Turkménistan qui est la tour la plus haute du Turkménistan. L'étoile octogonale d'Oguzkhan est reconnue comme la représentation architecturale la plus grande au monde d'une étoile et est entrée aussi dans le Livre Guinness des records.

### Parcs et squares
Aсhgabat possède de nombreux parcs et espaces verts, principalement établis dans les premières années de l'indépendance, bien entretenus et agrandis par la suite. Les plus importants de ces parcs sont : le jardin botanique, le Güneş, le parc de l'Amitié entre le Turkménistan et la Turquie, le parc de l'Indépendance. Le petit square Pouchkine possède la statue la plus ancienne de la ville, le buste de Pouchkine (1901). C'est dans le centre-ville que se trouve l'Inspiration Alley, complexe art-parc, qui est un lieu de prédilection pour les citadins. La ville possède d'autres parcs d'attractions, comme le World of Tales Türkmenbaşy — version locale de Disneyland.
Les places les plus importantes sont celle des Dix ans de l'Indépendance du Turkménistan, la place Magtymguly, la place de la Flamme éternelle, la place Zelili, la place Thyrtchyk, la place Garachsyzlyk, la place du 8-Mars, la place Guérogly, la place du Dauphin, la place des Quinze ans d'Indépendance, la place Ruhyýet, etc.

### Cinéma
Achgabat a plusieurs salles de cinéma. En 2011 y est construit le premier cinéma 3D du Turkménistan : Achgabat Cinéma,. Ont été reconstruits les cinémas « Watan » et « le Turkménistan ».

## Illustrations

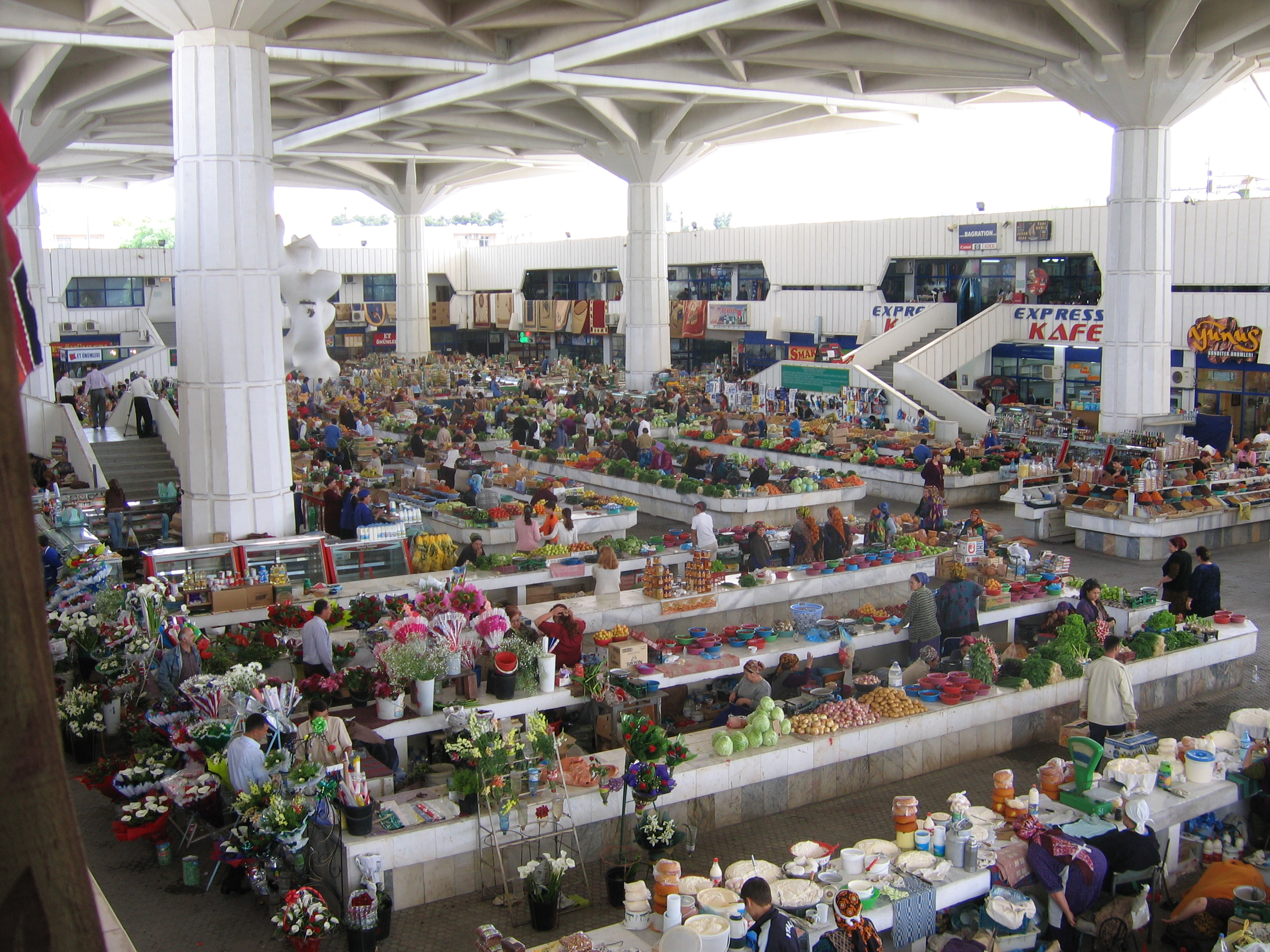
Marché russe.

## Personnalités
- Boris Kozo-Polianski (1890-1957), botaniste soviétique.
- Sergueï Balassanian (1902-1982), compositeur
- Dmitri Chepilov (1905-1995), politique, économiste, journaliste et diplomate soviétique.
- Kurban Berdyev (1952-), footballeur turkmène désormais reconverti en entraîneur.
- Igor Viktorovitch Makarov (1962-), homme d'affaires et dirigeant cycliste russe.
- Inha Babakova (1967-), sauteuse en hauteur ukrainienne.
- Rolan Goussev (1977-), joueur de football russe.

## Jumelages
| Ville | Ville       | Pays | Pays         | Période                |
| ----- | ----------- | ---- | ------------ | ---------------------- |
|       | Aktaou      |      | Kazakhstan   |                        |
|       | Albuquerque |      | États-Unis   |                        |
|       | Ankara      |      | Turquie      |                        |
|       | Athènes     |      | Grèce        |                        |
|       | Bamako      |      | Mali         |                        |
|       | Bichkek     |      | Kirghizistan | depuis le 23 août 2018 |
|       | Kiev,       |      | Ukraine      | depuis le 14 mai 2001  |